# Institut Nacional d'Estadística (Moçambic)
L'Institut Nacional d'Estadística (portuguès: Instituto Nacional de Estatística, INE) és una agència que pertany al Govern de Moçambic i la principal agència per a l'elaboració d'estadístiques del país. Fou creada per Decret Presidencial n. 9/96, del 28 d'agost de 1996.